# Dan Bárta

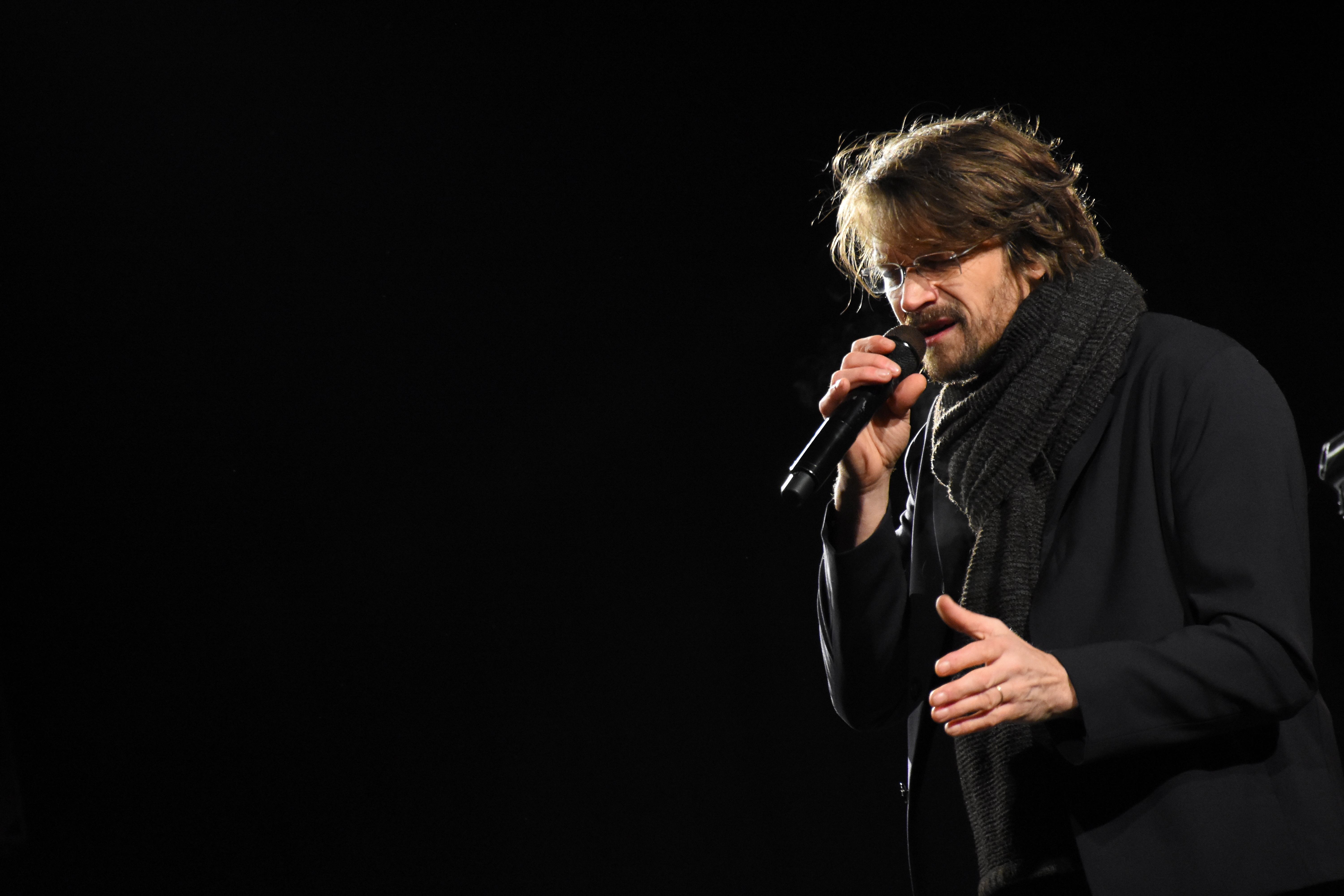
Dán Barta - Vocalista da banda Alice (1990-1995)

Dan Bárta  (nascido em 14 de dezembro de 1969 na cidade de Karlovy Vary), é um cantor de rock checo.  Dán Barta foi um membro fundador da banda Alice em no ano de 1990 (banda esta que foi extinta no ano de 1997). Logo após, foi membro da banda Sexy Dancers.  Dán Barta lançou muitos álbuns e também álbuns solo com a banda Illustratosphere(2000). Assim como também estrelou em musicais. Desde o ano de 1994, ele também é membro da J.A.R. 

## Discografia
- Alice (1995) [6]
- Dan Bárta & ... (1999)
- Illustratosphere (2000)
- Entropicture (2003)
- Liberec LiveRec (2005)
- Retropicture Livě (2005)
- Animage (2008)
- Theyories (2010) - com Robert Balzar Trio [7]
- Maratonika (2013)